# 301946 Bugyi
301946 Bugyi è un asteroide della fascia principale. Scoperto nel 2000, presenta un'orbita caratterizzata da un semiasse maggiore pari a 2,5664810 au e da un'eccentricità di 0,2151604, inclinata di 5,37537° rispetto all'eclittica.